# Johannes Thiemann
Johannes Thiemann (Treviri, 9 febbraio 1994) è un cestista tedesco.

## Carriera
Con la Germania ha disputato i Giochi olimpici di Tokyo 2020, i Campionati mondiali del 2019 e del 2023 (laureandosi in quest'ultima occasione campione del mondo) e due edizioni dei Campionati europei (2017, 2022).

## Statistiche

### Eurolega
| Anno      | Squadra      | PG  | PT | MP   | TC%  | 3P%  | TL%  | RP  | AP  | PRP | SP  | PP   |
| --------- | ------------ | --- | -- | ---- | ---- | ---- | ---- | --- | --- | --- | --- | ---- |
| 2019-2020 | Alba Berlino | 16  | 3  | 14,3 | 54,7 | 53,8 | 75,0 | 3,1 | 0,8 | 0,3 | 0,0 | 6,1  |
| 2020-2021 | Alba Berlino | 31  | 9  | 19,0 | 44,8 | 37,7 | 80,0 | 3,8 | 1,5 | 0,7 | 0,0 | 7,7  |
| 2021-2022 | Alba Berlino | 23  | 9  | 18,7 | 46,9 | 30,8 | 60,0 | 3,5 | 1,7 | 0,6 | 0,0 | 6,9  |
| 2022-2023 | Alba Berlino | 28  | 4  | 17,8 | 47,3 | 23,1 | 79,5 | 4,1 | 1,3 | 0,5 | 0,1 | 8,0  |
| 2023-2024 | Alba Berlino | 29  | 24 | 25,0 | 48,4 | 34,4 | 78,6 | 5,3 | 1,9 | 0,8 | 0,1 | 12,7 |
| Carriera  | Carriera     | 127 | 49 | 19,3 | 47,6 | 33,8 | 76,1 | 4,1 | 1,5 | 0,6 | 0,1 | 8,6  |

### Eurocup
| Anno      | Squadra      | PG | PT | MP   | TC%  | 3P%  | TL%  | RP  | AP  | PRP | SP  | PP  |
| --------- | ------------ | -- | -- | ---- | ---- | ---- | ---- | --- | --- | --- | --- | --- |
| 2013-2014 | Bamberger    | 1  | 0  | 1,6  | -    | -    | -    | 0,0 | 0,0 | 0,0 | 0,0 | 0,0 |
| 2014-2015 | Bamberger    | 1  | 0  | 2,1  | -    | -    | -    | 0,0 | 0,0 | 0,0 | 0,0 | 0,0 |
| 2018-2019 | Alba Berlino | 20 | 0  | 12,5 | 55,4 | 20,0 | 71,7 | 2,2 | 0,3 | 0,6 | 0,0 | 5,0 |
| Carriera  | Carriera     | 22 | 0  | 11,5 | 55,4 | 20,0 | 71,7 | 2,0 | 0,3 | 0,6 | 0,0 | 4,6 |

## Palmarès

### Squadra
- Campionato tedesco: 3

Alba Berlino: 2019-20, 2020-21, 2021-22
- Coppa di Germania: 2

Alba Berlino: 2019-20, 2021-22

### Nazionale
- Mondiali:

 Cina 2023
- Europei:

 Germania 2022

### Individuale
- Basketball-Bundesliga MVP finali: 1

Alba Berlino: 2021-22